# 磯部氏
磯部氏（いそべうじ）は、磯部を管掌した氏族。その出自には複数の系統がある。

## 上野国
群馬県高崎市の金井沢碑に見える礒部君身麻呂や、『続日本紀』天平神護2年5月条にみえる上野国甘楽郡人の外大初位下・礒部牛麻呂などがいる。磯部君は安中市南部から甘楽郡に居住したと考えられている。

## 大和国
『新撰姓氏録』大和国神別において久斯比賀多命の後裔として石辺公が挙げられる。